# Piotr Dubinin
Piotr Dubinin, ros. Пётр Васильевич Дубинин (ur. 30 kwietnia 1909 w Warszawie, zm. 18 listopada 1983 w Gorkim) – radziecki szachista. 

## Kariera szachowa
W 1934 r. zajął II miejsce w mistrzostwach RSFRR, natomiast w 1949 r. w mistrzostwach tych podzielił I-II miejsce (w dogrywce przegrał z Gieorgijem Iliwickim). Czterokrotnie uczestniczył w finałach indywidualnych mistrzostw Związku Radzieckiego, najlepszy wynik osiągając w 1940 roku (dzielone VII-IX miejsce. W 1950 r. otrzymał tytuł mistrza międzynarodowego, a w 1952 r. – tytuł zasłużonego mistrza sportu ZSRR.
Znaczące osiągnięcia odniósł w grze korespondencyjnej, trzykrotnie zdobywając medale w mistrzostwach ZSRR. W 1962 r. zdobył tytuł wicemistrza świata w tej odmianie szachów, za wynik ten otrzymując tytuł arcymistrza Międzynarodowej Federacji Szachowej Gry Korespondencyjnej. Był również indywidualnym wicemistrzem Europy (1966/70).
Według retrospektywnego systemu Chessmetrics, w lutym 1941 r. zajmował 22. miejsce na świecie z wynikiem 2632 punktów.